# チョルトニン湖
チョルトニン湖（アイスランド語 Tjörninはtjörn「湖沼」と定冠詞）はアイスランドのレイキャヴィークにある浅い湖沼である。
数多くの野鳥が生息しており、冬には水面が凍って市民のスケートの場となる。